# Samen voor Nederland
Samen voor Nederland is een Nederlandse politieke partij, opgericht in 2022 door onder meer wijlen Michel Reijinga. De beweging komt voort uit de anti-coronabeweging Nederland in Verzet. Ideologisch stelt de partij te staan voor "vrijheid, liefde en waarheid", waarmee ze bedoelen "liberaal in de zin van vrijheidslievend, maar ook sociaal en voor menselijkheid". De partij kan gekenschetst worden als anti-EU; het eerste artikel van het partijprogramma staat een ontmanteling van de EU en een Nexit voor.
De partij deed bij de Tweede Kamerverkiezingen 2023 mee in 19 kieskringen (alle kieskringen in het Europese deel van Nederland). Een bekend persoon op de lijst was de voormalige universitair docent Laurens Buijs. Op 5 november 2023 vertrok Buijs na een interne ruzie, weken voor de verkiezingen. Samen voor Nederland verkreeg 5325 stemmen (0.05%), wat onvoldoende was voor een zetel.